# Zumbro Falls (Minnesota)
Zumbro Falls es una ciudad ubicada en el condado de Wabasha en el estado estadounidense de Minnesota. En el Censo de 2010 tenía una población de 207 habitantes y una densidad poblacional de 131,67 personas por km².

## Geografía
Zumbro Falls se encuentra ubicada en las coordenadas 44°17′16″N 92°25′38″O / 44.28778, -92.42722. Según la Oficina del Censo de los Estados Unidos, Zumbro Falls tiene una superficie total de 1.57 km², de la cual 1.49 km² corresponden a tierra firme y (4.94%) 0.08 km² es agua.

## Demografía
Según el censo de 2010, había 207 personas residiendo en Zumbro Falls. La densidad de población era de 131,67 hab./km². De los 207 habitantes, Zumbro Falls estaba compuesto por el 93.72% blancos, el 0.97% eran afroamericanos, el 0% eran amerindios, el 0% eran asiáticos, el 0% eran isleños del Pacífico, el 0% eran de otras razas y el 5.31% pertenecían a dos o más razas. Del total de la población el 0.48% eran hispanos o latinos de cualquier raza.